# Escut de la Casa Costa a Casa Joan de la Leonor
L'Escut de la Casa Costa a Casa Joan de la Leonor és una obra de Miravet (Ribera d'Ebre) inclosa a l'Inventari del Patrimoni Arquitectònic de Catalunya.

## Descripció
L'edifici està situat al sud del nucli urbà de la població de Miravet, a la façana de tramuntana de la casa del carrer del Riu, 24.
L'escut es tracta d'una placa rectangular de pedra situada a la façana orientada al carrer Palau. S'hi observen dos lleons en posició vertical que sostenen un escut central dividit verticalment en dues parts. A la dreta hi ha tres flors de card, tot i que no es descarta que puguin ser flors de lis, símbol relacionat amb la família Costa. A l'esquerra, l'espai inferior és ocupat per tres petits arbres i el superior per tres oques.